# Lightning Hutch
Lightning Hutch, também conhecido como The Danger Man, é um seriado estadunidense de 1926, gênero ação, dirigido por Charles Hutchison, em 10 capítulos, estrelado por Charles Hutchison, Edith Thornton e Sheldon Lewis. Único seriado produzido pela Hurricane Film Corporation, foi distribuído pela Arrow Film Corporation, veiculou nos cinemas estadunidenses entre 19 de abril e 21 de junho de 1926. Foi o último seriado distribuído pela Arrow Films, que encerrou suas atividades em 1926.
Em 20 de maio de 1930 foi relançada uma versão reduzida, pela distribuidora Cosmos Pictures, como filme longa metragem de 72 minutos, sob o título The Danger Man. Foram acrescidos efeitos sonoros, e Bud Pollard foi o responsável pela reorganização da versão, através da produtora Bud Pollard Productions. Os personagens foram renomeados para a versão sonora.

## Sinopse
Um cientista inventa um gás venenoso; o vilão e sua gangue farão qualquer coisa para obter a fórmula, enquanto o herói, Lightning Hutch, é enviado para salvar o cientista, a filha do cientista e a fórmula.

## Elenco
- Charles Hutchison ...Larry Hutchdale / Lightning Hutch
- Edith Thornton ...Diane Winters
- Sheldon Lewis ...Boris Kosloff
- Eddie Phillips ...Clifford Price
- Violet Schram ...Marie Bruseff
- Ben Walker ...Henry
- Virginia Pearson ...Janet Thornwall
- Gordon Sackville ...Hugh Thornwall
- LeRoy Mason ...Frank Proctor

## Capítulos
1. The Conspiracy
2. Life or Liberty
3. The Deadly Discovery
4. In the Trap
5. The Impossible Escape
6. The Thousandth Chance
7. The Mysterious Island
8. The Walls of Doom
9. The Unexpected Happens
10. A Woman's Wit

## Produção
O ator e diretor Charles Hutchison estabeleceu sua própria companhia, a Hurricane Film Corporation, para tentar reviver neste seriado o personagem Hurricane Hutch, iniciado no seriado Hurricane Hutch, de 1921. Hutchison, porém, que investira muito nesse projeto, sofreu grande déficit financeiro quando a Arrow Film Corporation, distribuidora do filme, entrou em falência.